# 2012年ロンドンオリンピックのトーゴ選手団
2012年ロンドンオリンピックのトーゴ選手団（2012ねんロンドンオリンピックのトーゴせんしゅだん）は、2012年7月27日から8月12日までイギリスのロンドンで開催されたロンドンオリンピックトーゴ選手団の名簿。

## 選手団
- 人員: 選手 6人
- 開会式旗手: バンジャマン・ブプティ

## 種目別選手・スタッフ名簿及び成績

### 陸上競技
- Lankantien Lamboni（男子400m障害）失格 予選敗退
- バマブ・ナポ（女子100m）12秒35 予選敗退

### カヌー
- バンジャマン・ブプティ（男子スラローム・カヤックシングル）決勝

### 柔道
- サシャ・デナニョ（男子81kg級）第2回戦敗退

### 競泳
- アゾ・クポシ（女子50m自由形）37秒55 予選敗退

### 卓球
- Mawussi Agbetoglo（男子シングルス）予選敗退